# Meistersinger

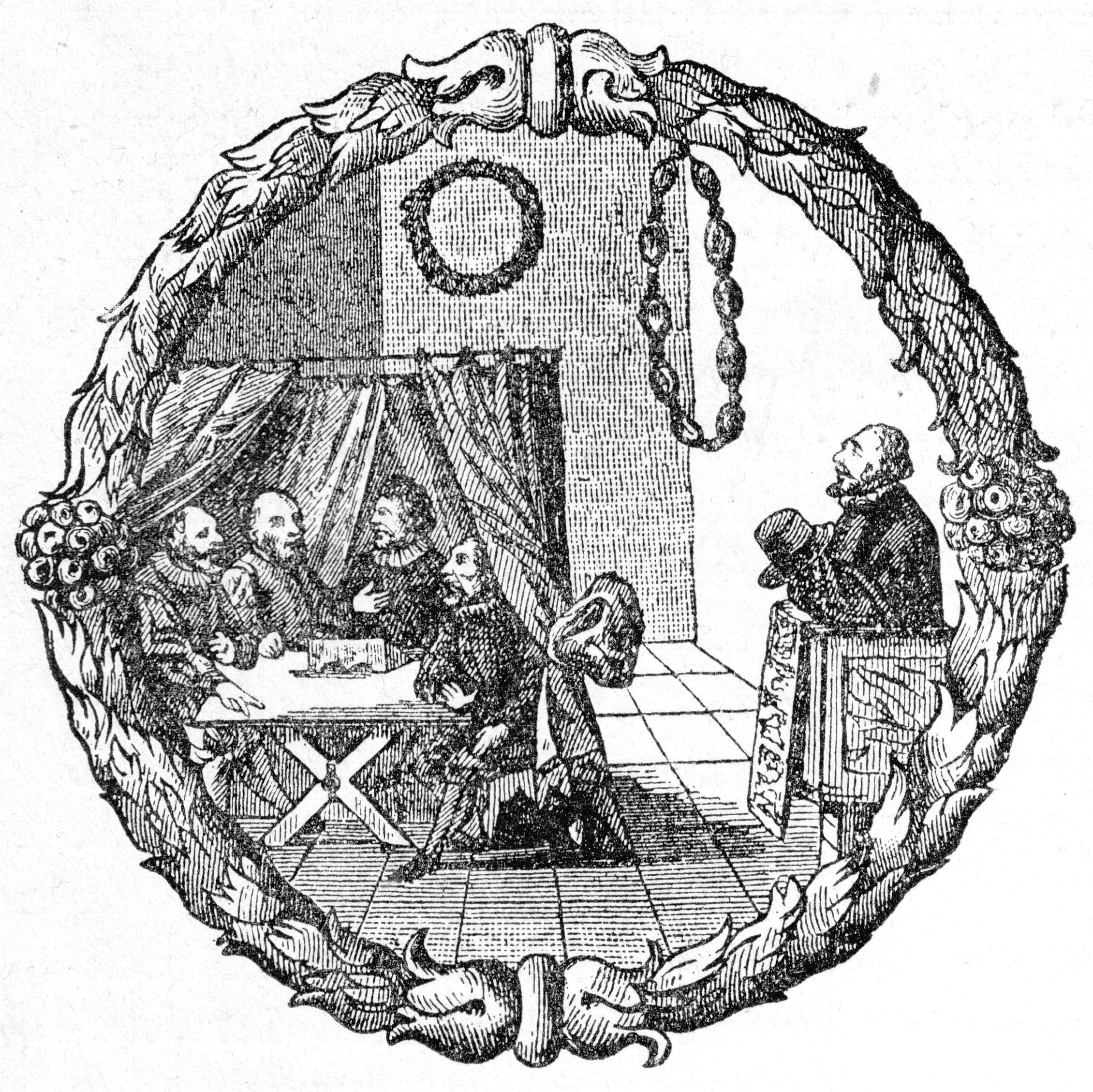
Meistersinger en juryleden (1600)

Een Meistersinger (Nederlands: meesterzanger) was in de 15e en 16e eeuw in de Duitse gebieden een dichter en/of zanger van burgerlijke afkomst. Meistersinger (meervoud) waren verenigd in een soort gilde.
Dichtkunst en melodie van de Meistersang waren afgeleid van de minnezang en moesten aan strenge regels voldoen. De meeste van de zangers waren handwerkslieden, maar er waren ook priesters, docenten en juristen bij.

## Organisatie

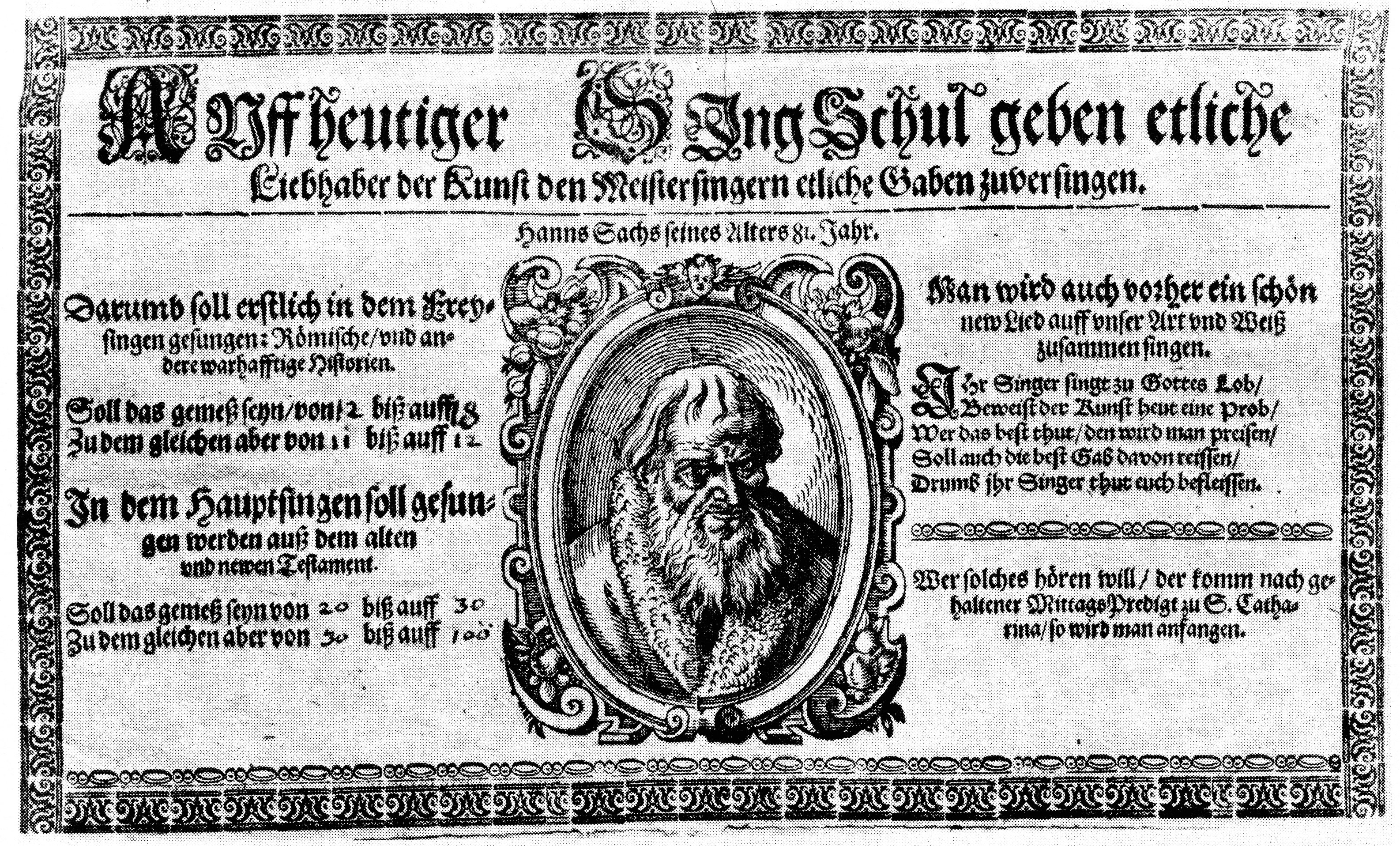
Uitnodiging voor een bijeenkomst van de Neurenbergse Meistersinger uit de late 16e eeuw

Aan Meistersinger-Schulen (meesterzangscholen) werd de meesterzang, zijn structuur van verzen en strofes (en aanvankelijk ook de begeleiding op de luit) onderwezen. De zangersgilde maakte onderscheid tussen verschillende graden: leerling, vriend van de school, zanger, dichter en – pas na presentatie en goedkeuring van een meesterlied – de meestertitel.
De Bijbelse psalmdichter koning David was de beschermheilige.
Centra van de Meistersinger waren Augsburg, Neurenberg, Straatsburg en Frankfurt. Er waren echter ook vergelijkbare muziekgildes van handwerkslieden onder andere in Opper-Oostenrijk en Tirol, in de Elzas, in Gdańsk, Breslau en Praag. De regelmatige bijeenkomsten vonden meestal in kerken of raadhuizen plaats, later ook onder de naam Zeche (gelag) in kroegen. Dan werden de dichtwerken voorgedragen en door het gildebestuur (Merker) volgens de regels van de tabulatuur beoordeeld. In de Marthakirche in Neurenberg beschikten de Meistersinger over een eigen podium. Voor de meestertitel kwamen alleen dichters in aanmerking die een nieuwe melodie ('Ton', wijs) wisten te bedenken en deze vlekkeloos voordroegen. Oorspronkelijk waren de regels bedoeld om de uitvoerenden te ondersteunen en tot componeren aan te zetten, maar door de steeds strakkere uitleg ervan begonnen ze te knellen. Richard Wagner karikaturiseerde dit gegeven in zijn opera Die Meistersinger (1868). De naam van het personage van de strenge stadsschrijver 'Beckmesser' werd in de Duitse volksmond tot synoniem voor pedanterie.
De liederen hadden een vast schema, de bar-vorm: twee Stollen (strofen) en een Abgesang (afsluitend deel) vormden samen een 'bar'. De vorm was dus AAB, maar deze werd dikwijls uitgebreid door een Stollen aan het eind van de Abgesang te herhalen.
In 1697 schreef Johann Christoph Wagenseil, een Duitse geschiedenisdocent, het traktaat Von der Meister-Singer Holdseligen Kunst. Hierdoor zijn veel namen van Neurenbergse meesterzangers bewaard gebleven.

## Vermaarde meesters
- Muskatblüt (circa 1380 – na 1438)

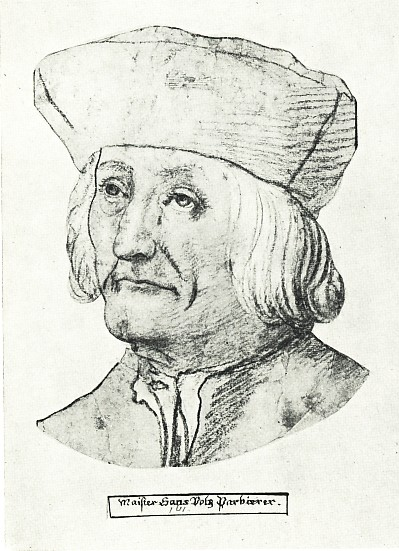
Hans Folz

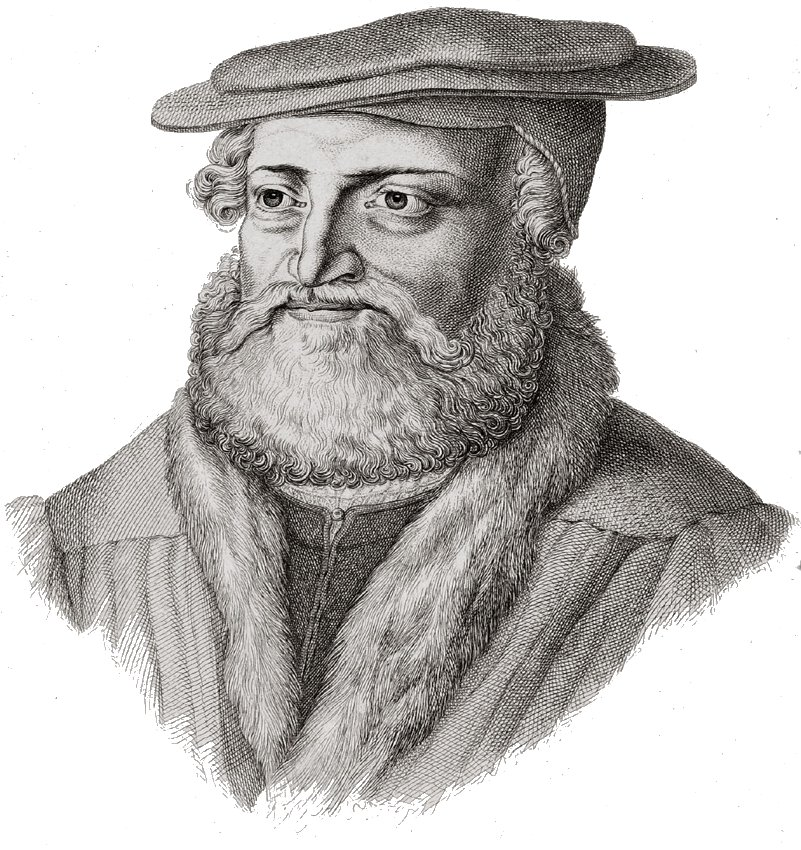
Hans Sachs

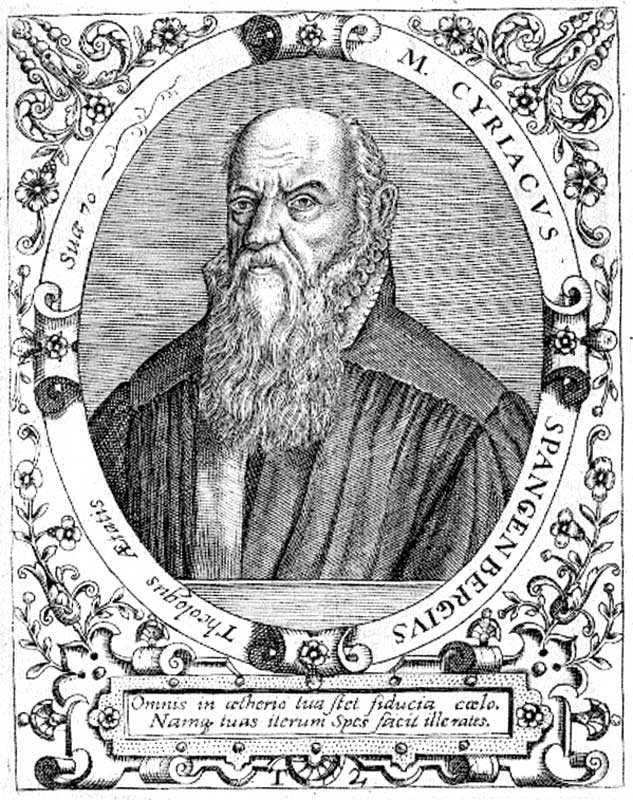
Cyriacus Spangenberg

- Bernkopf, genaamd Frauenzucht (rond 1431), zong over de dood van Philipp van Ingelheim en andere ridders uit de Palts in de slag van Bugnéville van 1431
- Hans Rosenplüt, 'der Schnepperer' (≈ kletsmajoor) (circa 1400 – 1460), smid en geweermaker in Neurenberg. Schreef 'Fastnachtsspiele' (carnavalskluchten), 'Weingrüße' (lofzangen op de wijn), kluchten en een lofzang op Neurenberg.
- Michael Beheim (1416 – 1474), actief onder andere in Wenen. Schreef drie kronieken, waaronder Das Buch von den Wienern (1462 –1465 bij Keizer Frederik III) en een satire over vorst Dracula.
- Hans Folz (Foltz) (circa 1438 –1513), arts en barbier in Neurenberg, schreef tevens carnavalskluchten en hervormde de Meistergesang in Neurenberg, waarmee hij de artistieke diversiteit bevorderde. In de bloeiperiode rond 1500 waren er in Zuid Duitsland meer dan 250 meesterzangers.
- Hans Sachs (1494 – 1576), schoenmaker in Neurenberg en toneelschrijver, de veelzijdigste dichter van zijn tijd, schreef meer dan 4000 liederen, 1800 gedichten en ongeveer 2000 toneelstukken. Zijn Meistersinger-bundels worden in het stadsarchief van Zwickau bewaard.[1] Wagner beeldt hem in zijn opera uit als een vooruitstrevend man t.a.v. nieuwe vormen in de dichtkunst met respect voor de traditie.
- Jörg Schechner (1500 – 1572), was aanvankelijk een aanhanger van de doperse beweging in Augsburg. Van zijn hand zijn 21 liederen behouden gebleven en tevens een 'Meisterton' (Reisige Freudweis), die door Hans Sachs in minstens 11 van zijn liederen werd overgenomen.[2]
- Jörg Wickram (1505 – 1562 ?), goudsmid, griffier, boekhandelaar, kreeg de eretitel 'Hans Sachs vom Kaiserstuhl'. Hij stichtte 1546 de Meistersinger-Schule in Colmar, schreef allerlei barokliteratuur, Rollwagenbüchlin 1555 (herdruk in 1966), reisverhalen voor lange reizen per koets
- Cyriacus Spangenberg (1528 – 1604), theoloog in Straatsburg, en zijn zoon, Wolfhart Spangenberg (1570 – 1636 ?), leerboek Singschul 1615 en handschrift Von der Musica, Singekunst oder Meistergesang (beide herdrukt in W.Spangenberg: Sämtliche Werke)
- Lorenz Wessel (1529 – na 1576), bontwerker, 1553 in Magdeburg, 1557 in Moosburg an der Isar, 1562 in Steyr en Waidhofen an der Ybbs, 1568, 1570 in Wenen, 1570 in Mistelbach an der Zaya (Neder-Oostenrijk) en 1573 in Wenen. Van zijn 46 bekende meesterliederen zijn er 40 behouden gebleven, hij introduceerde de tabulatuur van Steyr en Iglau
- Adam Puschmann (1532 – 1600), Breslau, gymnasiumdocent, leerling van Hans Sachs
- Johann Spreng (1524 – 1601), Augsburg, notaris vanaf 1594, vertaalde Homerus
- Peter Heiberger (circa 1550 – 1600), Nagler in Steyr, twee liederenbundels
- Paulus Freudenlechner (circa 1550 – 1616), zingscholen in Wels en Eferding in Opper-Oostenrijk, 1691-1693 Breslau
- Benedict von Watt (1569 –1616), schreef rond 1610 het Meistergesangbuch (met Hans Winter (✝ 1627)
- Ambrosius Metzger (1573 – 1632), magister in Neurenberg, schreef Metamorphosis Ovidii in Meisterthoene gebracht

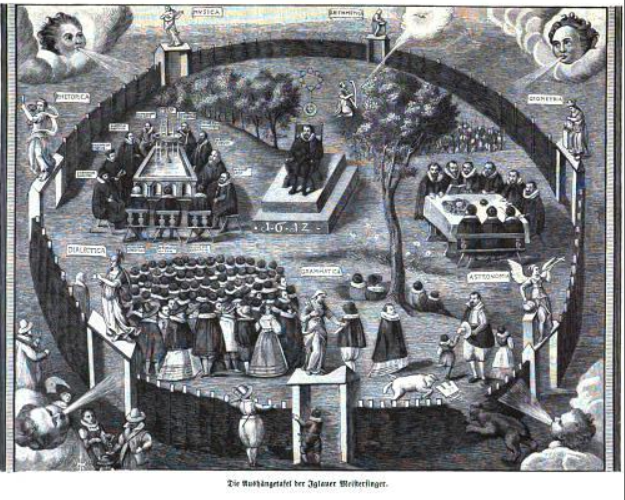
De twaalf oude meesters (links boven). Johann Weithofer, Iglauer Postenbrief 1612

Bij de ontwikkeling van de Meistersang-traditie dienden de Zwölf alte Meister van de minnezang als voorbeeld: Walther von der Vogelweide, Wolfram von Eschenbach, Reinmar der Alte, Heinrich von Meißen (Frauenlob), Konrad von Würzburg, Konrad Marner, Hartmann von Aue, Heinrich von Mügeln, Reinmar von Zweter, Bruder Wernher, Friedrich von Sonnenburg en Meister Boppe. Ook de vier gekrönte Meister (gekroonde meesters) waren voorbeelden: naast de al genoemde Heinrich von Meißen (Frauenlob) en Konrad Marner waren dit Heinrich von Mügeln en de spreukendichter Regenbogen. Daarnaast waren de werken van Neidhart von Reuental erg geliefd.
De meesterliederen zijn in ongeveer 120 handschriften uit de 15e tot 19e eeuw overgeleverd. In het Kolmarer Liederhandschrift (Mainz rond 1480) staan ongeveer 900 liederen en 105 melodieën. Hoewel het eigenlijk ongewenst was om de meestergezangen te publiceren hebben de meestergezangen niet onaanzienlijk bijgedragen aan de overlevering van volksliedjes, zoals bijvoorbeeld in het Lochamer-Liederbuch rond 1450.
De zangschool in Neurenberg werd in 1770 opgeheven. De scholen in Ulm en Menningen volgden 50 c.q. 100 jaar later, toen de mannenkoren in opkomst waren die in zekere zin een voortzetting vormden. De laatste vereniging van Meistersinger werd 1872 in Memmingen opgeheven; de laatste actieve Meistersinger stierf 1922 in Memmingen.

## Doorwerking in de 19e eeuw

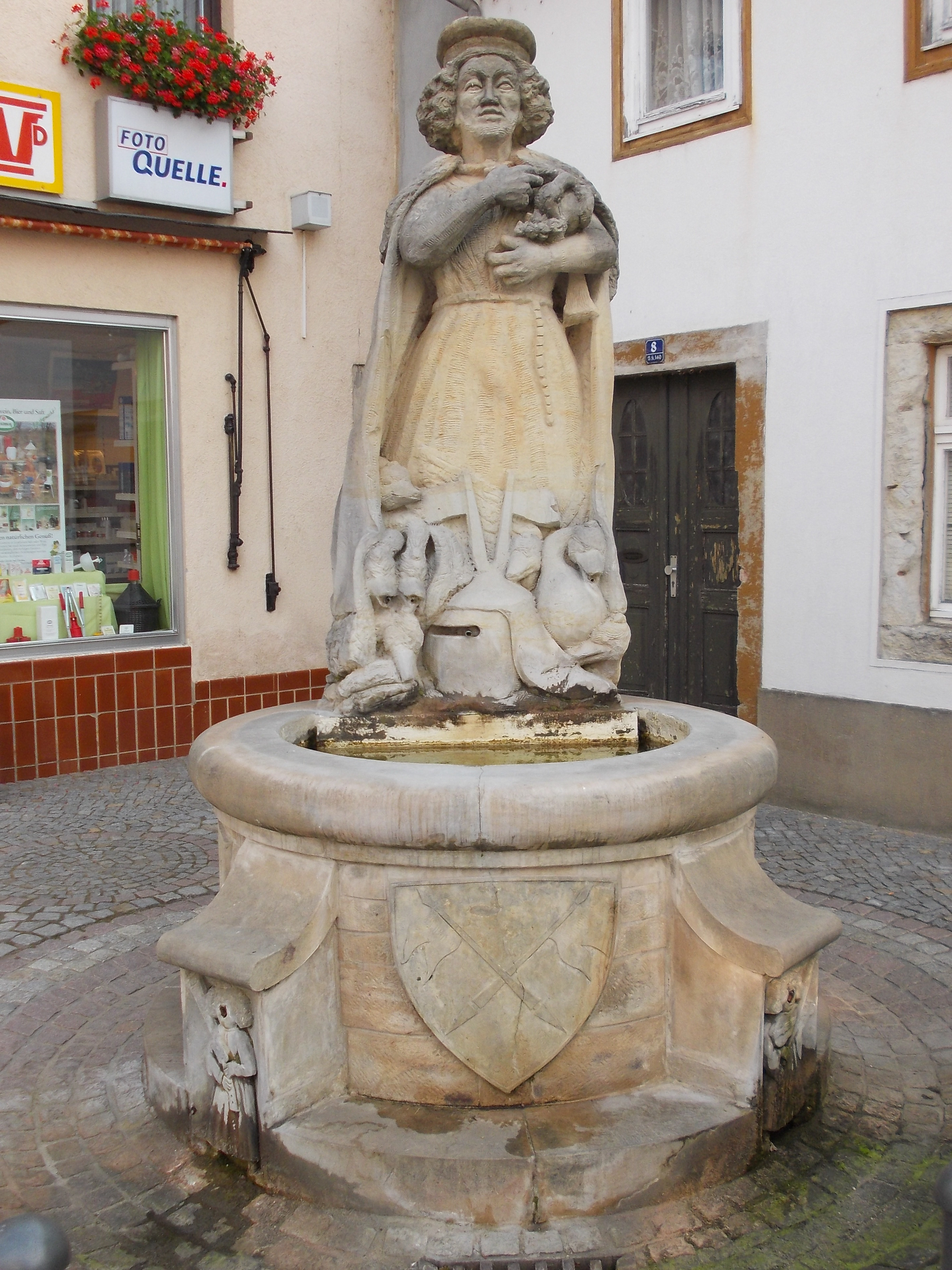
Waterput in Mügeln gewijd aan Heinrich von Mügeln

- Het verhaal Meister Martin der Küfner und seine Gesellen (1819) uit de Serapionsbrüder van Ernst Theodor Amadeus Hoffmann beschrijft het wedijveren van de Meistersinger in Neurenberg.
- Johann Ludwig Deinhardsteins toneelstuk Hans Sachs (UA 1827) vormde de basis voor Lortzings opera Hans Sachs (UA 1840). Daarin wint Hans Sachs uiteindelijk van de meesterzanger Eoban Hesse.
- Richard Wagner leunt in zijn opera Die Meistersinger von Nürnberg (première 1868) vooral op het geschrift van Wagenseil, waaruit hij ook de onjuistheden overnam. Wagners uitleg van de bar-vorm (1e bedrijf, 3e scene en 3e bedrijf, 2e scene) is dan ook historisch onjuist.[4]